# São José do Hortêncio
São José do Hortêncio är en kommun i Brasilien.   Den ligger i delstaten Rio Grande do Sul, i den södra delen av landet, 1 600 km söder om huvudstaden Brasília. Antalet invånare är 4 094.
I omgivningarna runt São José do Hortêncio växer i huvudsak städsegrön lövskog. Runt São José do Hortêncio är det tätbefolkat, med 276 invånare per kvadratkilometer.